# Carola Regnier

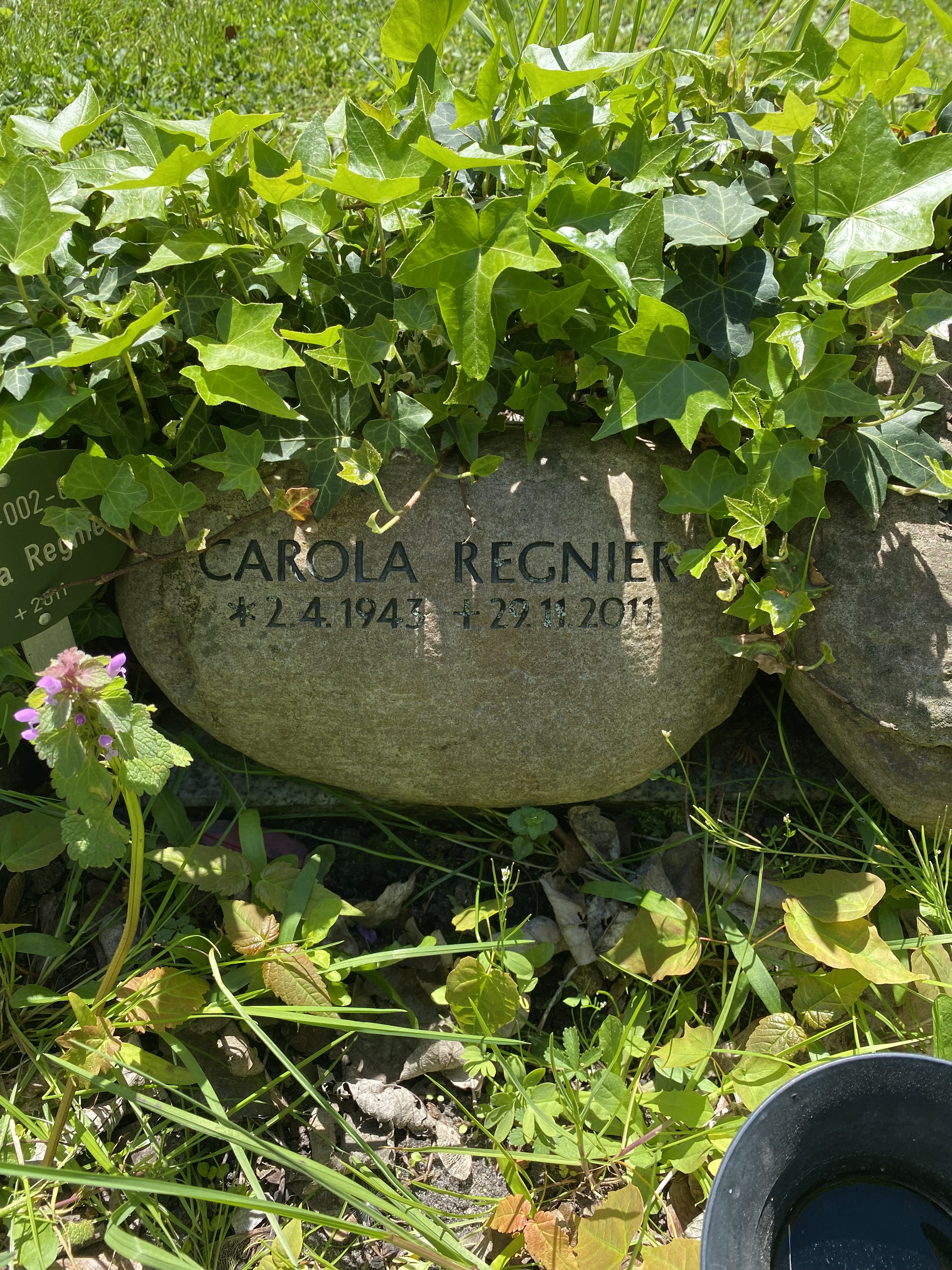
Grabstätte auf dem Luisenstädtischen Friedhof

Esther Carola Regnier  (* 2. April 1943 in Pähl; † 29. November 2011 in Berlin) war eine deutsche Schauspielerin, Diseuse und Tänzerin.

## Leben
Carola Regnier war die älteste Tochter von Pamela Wedekind und Charles Regnier, beide ebenfalls Schauspieler; Anatol Regnier ist ihr Bruder. Nach einer Ballett-Ausbildung studierte Carola Regnier an der Schauspielschule Bochum. Sie arbeitete mit Regisseuren wie Peter Zadek, Werner Schroeter, Robert van Ackeren, Luc Bondy, Eytan Fox, Adolf Winkelmann, Heinz Emigholz, Horst Königstein, Helmut Dietl und vielen anderen. In Wien war sie 2007 bis 2009 als Künstlermuse Alma in Joshua Sobols Alma (Regie: Paulus Manker) zu sehen.
Carola Regnier lebte in München, in Paris und zuletzt in Berlin, wo sie am 29. November 2011  im Alter von 68 Jahren nach schwerer Krankheit starb. Dort wurde sie auf dem Luisenstädtischen Friedhof (Grablage UAL2-002-012) beigesetzt.

## Filmografie (Auswahl)
- 1965: Rosemarie – Eine musikalische Geschichte aus dem Wilden Westen | Regie: Wolfgang Schleif (Fernsehfilm)
- 1965: Lage hoffnungslos – aber nicht ernst (Situation Hopeless… But Not Serious) | Regie: Gottfried Reinhardt
- 1966: Die zwei Herren aus Verona | Regie: Harald Benesch (Fernsehfilm)
- 1967: Die Frau des Fotografen oder Die große Liebe | Regie: Thomas Engel (Fernsehfilm)
- 1968: Über den Gehorsam. Szenen aus Deutschland, wo die Unterwerfung des eigenen Willens unter einen fremden als Tugend gilt. | Regie: Egon Monk (Fernsehfilm)
- 1971: Theatergarderobe: Die zerbrochenen Krüge, Das Naturereignis | Regie: Paul May (Fernsehserie)
- 1972: Im bayerischen Stil | Regie: Hellmut Matiasek (Fernsehfilm)
- 1973: Vier Fenster zum Garten | Regie: Harald Leipnitz, Heribert Wenk (Fernsehfilm)
- 1974: Behindert / Hindered | Regie: Stephen Dwoskin
- 1975: Mordkommission: Kapriolen der Gesellschaft | Regie: Wolfgang Schleif (Fernsehserie)
- 1980: Fabian | Regie: Wolf Gremm
- 1981: Die Berührte | Regie: Helma Sanders-Brahms
- 1981: Tag der Idioten | Regie: Werner Schroeter
- 1982: Macumba | Regie: Elfi Mikesch
- 1982: Normalsatz | Regie: Heinz Emigholz
- 1982: Unheimliche Geschichten (Fernsehserie, Folge 1) – Wenn das Blut gefriert
- 1983: Die flambierte Frau | Regie: Robert van Ackeren
- 1984: Verführung: Die grausame Frau | Regie: Elfi Mikesch
- 1984: Die Basis des Make-up | Regie: Heinz Emigholz
- 1984: Treffpunkt im Unendlichen | Regie: Horst Königstein (Fernsehfilm)
- 1984: Ein Mann wie E.V.A. | Regie: Radu Gabrea
- 1986: Hotel du Paradis | Regie: Jana Bokova
- 1986: Kir Royal: Karriere, Muttertag | Regie: Helmut Dietl (Fernsehserie)
- 1988: Further and Particular | Stephen Dwoskin
- 1988: Er – Sie – Es | Regie: Sven Severin
- 1988: Europa und der zweite Apfel | Regie: Hans Neuenfels (Fernsehfilm)
- 1989: Jenseits von Blau | Regie: Christoph Eichhorn
- 1989: Der zynische Körper | Regie: Heinz Emigholz
- 1990: Ivanov | Regie: Arnaud Sélignac (Fernsehfilm)
- 1990: Die Kinder: The Gathering Storm, Catastrophe Theory | Rob Walker (Fernsehserie)
- 1990: Der Mitwisser | Regie: Ulrike Neulinger
- 1993: Nordkurve | Regie: Adolf Winkelmann
- 1993: Maries Lied – Ich war, ich weiß nicht wo | Regie: Niko von Glasow
- 1993: Schlusschor (Theaterstück-Aufzeichnung, ZDF) Regie: Luc Bondy (Fernsehfilm)
- 1994: Hagedorns Tochter | Regie: Marijan David Vajda (Fernsehserie)
- 1994: Die Kommissarin: Der zehnte Mord | Regie: Erwin Keusch (Fernsehserie)
- 1995: Der Mann auf der Bettkante | Regie: Christoph Eichhorn (Fernsehfilm)
- 1995: Die Dreigroschenoper (Theaterstück-Aufzeichnung) | Regie: Hans Hollmann (Fernsehfilm)
- 1995: Man(n) sucht Frau | Regie: Vivian Naefe (Fernsehfilm)
- 1996: Schuldig auf Verdacht | Regie: Petra Haffter (Fernsehfilm)
- 1996: Tatort: Aida | Regie: Klaus Emmerich (Fernsehserie)
- 1996: Rossini – oder die mörderische Frage, wer mit wem schlief | Regie: Helmut Dietl
- 1996: Liebe, Hass und Leidenschaft | Regie: Marie Bardischewski (Fernsehfilm)
- 1996: Ein Fall für zwei: Tödliches Erbe | Regie: Bodo Fürneisen (Fernsehserie)
- 1997: Die Rättin | Regie: Martin Buchhorn (Fernsehfilm)
- 1998: Beresina | Regie: Daniel Schmid
- 1998: Der Laden | Regie: Jo Baier (Fernsehfilm)
- 1998: Latin Lover | Regie: Oskar Roehler (Fernsehfilm)
- 1998: Kleine Semmeln | Regie: Paul Harather (Fernsehfilm)
- 1998: Der letzte Zeuge: Schlag auf Schlag | Regie: Bernhard Stephan (Fernsehserie)
- 1999: Waschen Schneiden Legen | Regie: Adolf Winkelmann
- 1999: Drei Chinesen mit dem Kontrabass | Regie: Klaus Krämer
- 2000: Das Phantom (2000)
- 1999: Jahrestage | Regie: Margarethe von Trotta (Fernsehfilm)
- 2000: Die Manns – Ein Jahrhundertroman| Regie: Heinrich Breloer (Fernsehfilm)
- 2002: Kunst ist nur außerhalb der Menschengesellschaft | Regie: Vlado Kristl (Kurzfilm)
- 2002: Die schöne Braut in schwarz | Regie: Carlo Rola (Fernsehfilm)
- 2002: Kälter als der Tod | Regie: Uli Möller (Fernsehfilm)
- 2003: Walk on Water | Regie: Eytan Fox
- 2003: Rosenstraße | Regie: Margarethe von Trotta
- 2003: Weihnachtsmann über Bord! | Regie: Thomas Berger (Fernsehfilm)
- 2003: Raumpatrouille Orion – Rücksturz ins Kino | Regie: Michael Braun, Theo Mezger
- 2004: Weltkongress der Obdachlosen | Regie: Vlado Kristl (Kurzfilm)
- 2004: Voyage en Suisse | Regie: Léa Fazer
- 2004: Die fremde Frau | Regie: Mathias Glasner (Fernsehfilm)
- 2004: Der Fischer und seine Frau | Regie: Doris Dörrie
- 2004: Tatort: Eine Leiche zu viel | Regie: Kaspar Heidelbach (Fernsehserie)
- 2004: Das Zimmermädchen und der Millionär | Regie: Andreas Senn (Fernsehfilm)
- 2004: Hexenküsse | Regie: Johannes Fabrick (Fernsehfilm)
- 2005: Die Reise nach Tulum | Regie: Eduardo Villanueva
- 2005: Schiller Regie: Martin Weinhart (Fernsehfilm)
- 2005: Reine Formsache | Regie: Ralph Hüttner
- 2005: Donna Leon – Endstation Venedig | Regie: Sigi Rothemund (Fernsehserie)
- 2005: Tote leben länger | Regie: Manfred Stelzer (Fernsehfilm)
- 2005: Mörder in Weiß – Der Tod lauert im OP | Regie: Uli Möller (Fernsehfilm)
- 2006: Unser Reigen | Regie: Horst Königstein (Fernsehfilm)
- 2006: Oblivion (II) | Regie: Stephen Dwoskin
- 2006: Beutolomäus kommt zum Weihnachtsmann: Die Tasse der Geschenke, Die Waisenkinder, Der bärenstarke Handel, Das Hochzeitskleid, Die dunklen Augen (Fernsehserie)
- 2007: Beutolomäus und die Prinzessin: Überfall im Wald (Fernsehserie)
- 2007: Beutolomäus und der doppelte Weihnachtsmann (Fernsehserie)
- 2008: Kleine Lüge für die Liebe | Regie: Dennis Satin (Fernsehfilm)
- 2009: The Magic Desk | Regie: Lior Shamriz (Kurzfilm)
- 2011: Reise nach Tulum | Regie: Eduardo Villanueva
- 2011: Der Landarzt: Auf die Freundschaft | Regie: Peter Altmann (Fernsehfilm)

## Theater (Auswahl)
- 1977: Hedda Gabler (Ibsen) | Regie: Peter Zadek | Schauspielhaus, Bochum | Rolle: Frau Elvstedt
- 1982: Heute Abend wird aus dem Stegreif gespielt (Pirandello) | Regie: Werner Schroeter | Schauspiel Frankfurt/Main | Rolle: Chansonette
- 1984: Das weite Land (Schnitzler) | Regie: Luc Bondy | Théâtre des Amandiers, Nanterre / Paris | Rolle: Frau Wahl
- 1986: Othello (Shakespeare) | Regie: Hans Peter Cloos | Théâtre Bobigny, Paris | Rolle: Emilia
- 1988: Die Wende (Graser) | Regie: Max Färberböck | Deutsches Schauspielhaus, Hamburg
- 1988: Victor oder Die Kinder an der Macht (Vitrac) | Regie: Klaus Emmerich | Freie Volksbühne, Berlin | Rolle: Therese
- 1998: Iwanow (Tschechow) | Regie: Pierre Romans | Théâtre des Amandiers, Nanterre / Paris | Rolle: Sinaida Sawitschna
- 1990: Phoenix | Regie: Klaus-Michael Grüber | Schaubühne, Berlin
- 1991: Les Caprices de Marianne (de Musset) | Regie: Werner Schroeter | Thalia Theater Hamburg | Rolle: Hermia
- 1992: Schlusschor (Strauß) | Regie: Luc Bondy | Schaubühne, Berlin
- 1992: Fieber (Shawn) | Hans-Otto-Theater, Potsdam
- 1996: Richard III (Shakespeare) | Regie: Peter Löscher | Theater Basel | Rolle: Elisabeth
- 1999: Nachspiel (Meara) | Regie: Oliver Karbus | Gostner Hoftheater, Nürnberg | Rolle: Reneé
- 2000: Mr. Peter’s Connection | Regie: Horst Königstein | Hamburger Kammerspiele | Rolle: Charlotte
- 2000: Die Unsterblichen (Lausund) |  Regie: Ingrid Lausund | Deutsches Schauspielhaus, Hamburg
- 2001: Die Überspanntheit (Spregelburd/Bosch) | Regie: Gabriella Bußacker | Deutsches Schauspielhaus, Hamburg
- 2005: Wir später | Regie: Leonie von Watzdorf | Sophiensäle Berlin | Rolle: Insa
- 2006: Tod eines Handlungsreisenden (Miller) | Regie: Luk Perceval | Schaubühne Berlin | Rolle: Linda
- 2008: Penthesilea (Kleist) | Regie: Luk Perceval | Schaubühne Berlin | Rolle: Oberpriesterin